# 張翼鵬
張 翼鵬（ちょう よくほう）は中華民国の軍人。中国同盟会以来の革命派人士で、湖南軍（湘軍）の一員。後に国民革命軍に属した。字は毓鯤、号は麓森。

## 事績
禄江嶽麓書院を卒業し、博士弟子員として補充された。まもなく日本に留学し、東京振武学校、成城学校で学ぶ。1907年（光緒33年）、陸軍士官学校に中国学生隊第5期騎兵科として入学する。このころ、中国同盟会に加入した。翌年冬に卒業した。
帰国後の1911年（宣統3年）、駐湘新建陸軍第25混成協馬隊営で営隊官に任ぜられる。同年10月に武昌起義（辛亥革命）が勃発すると江蘇省に向かい、革命派の攻寧聯軍総司令部参謀長に任ぜられた。1912年（民国元年）12月、北京政府から陸軍少将に任ぜられ、あわせて中将銜を授与された。翌年、保定陸軍軍官学校で教官となる。1916年（民国5年）3月、陝西威武将軍行署軍務課課長に任ぜられた。同年9月、湖南督軍公署副官長（当時の督軍は譚延闓）に任ぜられ、湖南に戻ることになる。
1917年（民国6年）3月、張翼鵬は湖南督軍公署参謀長に昇格したが、同年8月、譚延闓の下野とともに張も辞任した。その後、張は譚に追随して孫文（孫中山）の大元帥府に属している。1923年（民国12年）8月、湘軍総司令に任ぜられた譚に随従して湖南に戻り、張は総司令部総参議をつとめたが、11月、譚・張らは湖南を退出した。
翌1924年（民国13年）3月、張は広州大本営高級参謀に任ぜられ、まもなく湘辺宣慰使を兼ねている。10月、建国軍中央軍総指揮参謀長に任ぜられた。1925年（民国14年）から黄埔軍官学校砲兵科主任をつとめている。翌年、湖南省政府主席代理兼中国国民党湖南省党部執行委員に任ぜられた。1927年（民国16年）2月、湖南省政府委員兼土地庁庁長に任ぜられ、引き続き省政府主席代理をつとめている。6月、唐生智率いる第4集団軍で総参謀長兼平漢路運輸司令に任ぜられた。しかし、同年11月の寧漢戦争で唐が敗北すると、張も随従して日本に亡命した。
1929年（民国18年）に張翼鵬は帰国し、軍事参議院中将参議に任ぜられた。1931年（民国20年）12月、軍事参議院院長代理となる。翌年6月、軍事参議院上将参議に昇進する。1934年（民国23年）12月、院長代理を辞したが（陳調元が正式に後任院長に就任）、引き続き参議をつとめている。1936年（民国25年）1月、陸軍中将銜を授与された。
1944年（民国33年）11月6日、重慶で死去。享年63。

## 注
1. ↑  徐友春主編『民国人物大辞典』1896頁による。なお劉寿林ほか編『民国職官年表』756頁によると、湖南省政府は1926年7月30日に成立しているが、このときの主席は唐生智である。張翼鵬が主席代理をつとめた期間は1927年4月から7月までとしている。本記事の「先代次代」の表は、劉寿林ほかの記述に従う。